# Distrito de Cuttack
Cuttack (en oriya: କଟକ ଜିଲା) es un distrito de la India en el estado de Orissa. Código ISO: IN.OR.CU.
Comprende una superficie de 3915 km².
El centro administrativo es la ciudad de Cuttack.

## Demografía
Según censo 2011 contaba con una población total de 2618708 habitantes, de los cuales 1 279 555 eran mujeres y 1 339 153 varones.